# 46-я кавалерийская дивизия
46-я кавалерийская  дивизия — воинское соединение Вооружённых Сил СССР во Второй мировой войне

## История дивизии
Формирование дивизии начато в Приволжском военном округе в Чкаловской области в Тоцке с июля 1941 года.
В составе действующей армии во время Великой Отечественной войны с 18 сентября 1941 года по 7 августа 1942 года.
18 сентября 1941 года выгрузилась на станции Фирово. Вступила в бои не имея тяжёлого вооружения, которое было передано в распоряжение штаба 31-й армии

«Странное было положение, — писал начштаба дивизии полковник А.Я. Сошников, — что необстрелянная дивизия идёт воевать без артиллерии и пулемётов, — всё это вызывало недоумение и возмущало командование…»— http://www.veche.tver.ru/index.shtml?news=20142
Дивизия заняла оборону на рубеже: межозёрье Селигера — Машугина Гора — станция Пено, затем была поставлена на оборону участка севернее Старицы от Козлова до Пашева, с задачей вести активную разведку в направлении сел Емельяново, Пушкино, Панафидино и Степурино. Дивизия действовала как подвижная группа, прикрывая разные оперативные направления.
Ведёт тяжёлые бои у Медное, сорвав попытки прорыва немецких войск через Тверцу на Торжок. 22 октября 1941 года сосредоточилась в районе Васильевское, Станишино, Тредубье, вступила совместно с 54-й кавалерийской дивизией в бой с 6-й пехотной дивизией, которая незадолго до этого форсировала Волгу на участке Улитино - Лаптево.
25 октября 1941 года, после оставления Калинина,  дивизии было приказано форсировать Волгу у деревень Хвастово и Чапаевка (западнее Калинина), перерезать шоссе Старица — Калинин, захватить аэродром Мигалово и выйти на рубеж сёл Борисково и Даниловское. Дивизия, совместно со 119-й стрелковой дивизией и 246-й стрелковой дивизией, несмотря на тяжелейшие потери в ходе форсирования и дальнейших боёв задачу сумела выполнить, хотя и в дальнейшем оставила достигнутый рубеж.
4 ноября 1941 года дивизия выведена в резерв фронта в район Медное. 16 ноября 1941 года дивизия выведена из резерва и заняла позиции северо-восточнее Калинина на рубеже Волги, на участке от Калинина до Свердлово, сменив 21-ю танковую бригаду. В течение ноября 1941 года совместно с 5-й стрелковой дивизией и частью сил 185-й стрелковой дивизии 19—20 ноября 1941 года отражает атаки наступающих немецких войск (86-я пехотная дивизия и 129-я пехотная дивизия), которые пытались форсировать Волгу, на 28 ноября 1941 года находится на рубеже от Судимирки до Осиновки
С 5 декабря 1941 года внезапно, без артподготовки, перешла в наступление и вышла на рубеж: станция Чуприяновка — станция Кузьминка — Старый Погост — Лукьяново — Солодилово. С 6 декабря 1941 года перешла в наступление на правом фланге 30-й армии вместе со 185-й стрелковой дивизией. К 9 декабря 1941 года дивизии удалось продвинуться вперёд и завязать бой за населённые пункты Коромыслово, Вараксино и Архангельское, восточнее Ленинградского шоссе), где была весьма устойчивая оборона. К 12 декабря 1941 года дивизия освободила Коромыслово, Городню, Новое и Старое Мелково и вступила в бой за Редкино, к 15 декабря 1941 года, совместно с 5-й стрелковой дивизией выбила противника из населённых пунктов Мишнево, Сентюрино, Полукарпово, Межинино, Логиново, Лукино, Межево, Новенькая, Труново, Перхурово, Лобково и вела бой за Степаньково. Дивизия продолжила наступление в направлении Ржева, на 25 декабря 1941 года перед дивизией стояла задача окружить  и  уничтожить  противника  в  районе Климово.
В начале января 1942 года дивизия переброшена северо-западнее Ржева, с 8 января 1942 года участвует в наступлении в ходе Ржевско-Вяземской операции, введена в прорыв в составе подвижной группы Соколова в 8 километрах западнее Ржева,  10 января 1942 года дивизия достигла района Нащеки в 20 километрах северо-западнее Сычёвки.
На 12 февраля 1942 года части дивизии действовали в районе Высокое, Паршино в 10–13 километрах  северо-восточнее Холм-Жирковский. Вплоть до начала июля 1942 года действует в районах западнее и северо-западнее Вязьмы
5 июля 1942 года получила приказ о выходе из окружения, но была практически полностью уничтожена стрелковым и артиллерийским огнём.
7 августа 1942 года оставшийся личный состав дивизии обращён на укомплектование 24-й кавалерийской дивизии.

## Подчинение
| Дата                  | Фронт (округ)             | Армия      | Корпус (группа)           | Примечания                                                                                           |
| --------------------- | ------------------------- | ---------- | ------------------------- | --- |
| 01 августа 1941 года  | Приволжский военный округ | -          | -                         | - |
| 01 сентября 1941 года | Приволжский военный округ | -          | -                         | - |
| 01 октября 1941 года  | Северо-Западный фронт     | -          | -                         | - |
| 01 ноября 1941 года   | Калининский фронт         | -          | -                         | в справочнике Боевого Состава Советской армии числится за Северо-Западным фронтом, однако это ошибка |
| 01 декабря 1941 года  | Западный фронт            | 30-я армия | -                         | - |
| 01 января 1942 года   | Калининский фронт         | 31-я армия | -                         | - |
| 01 февраля 1942 года  | Калининский фронт         | 39-я армия | -                         | - |
| 01 марта 1942 года    | Калининский фронт         | 39-я армия | -                         | - |
| 01 апреля 1942 года   | Калининский фронт         | 39-я армия | -                         | - |
| 01 мая 1942 года      | Калининский фронт         | 39-я армия | -                         | - |
| 01 июня 1942 года     | Калининский фронт         | -          | 11-й кавалерийский корпус | - |
| 01 июля 1942 года     | Калининский фронт         | -          | 11-й кавалерийский корпус | - |
| 01 августа 1942 года  | Калининский фронт         | -          | 11-й кавалерийский корпус | - |

## Состав
- 57-й кавалерийский полк
- 59-й кавалерийский полк
- 61-й кавалерийский полк
- 53-й конно-артиллерийский дивизион
- 53-й артиллерийский парк
- 33-й отдельный полуэскадрон связи
- 15-й медико-санитарный эскадрон
- 46-й отдельный эскадрон химической защиты
- 31-й продовольственный транспорт
- 216-й дивизионный ветеринарный лазарет
- 14-я (980-я) полевая почтовая станция
- 980-я полевая касса Госбанка

## Командиры
- Соколов, Сергей Владимирович, полковник, с 06.07.1941 по 18.05.1942
- Михайловский, Михаил Фёдорович, полковник,  с 19.05.1942 по 22.07.1942[2]